# Pueblo kurripako
Los kurripako son un pueblo indígena que habita en las cuencas de los ríos Isana, Atabapo y Guainía (también llamado Río Negro), así como del bajo Inírida y el alto Orinoco. En el departamento colombiano de Guainía, entre el río Guaviare y el Orinoco en el departamento de Vichada; en el estado venezolano de Amazonas; y en el Ayarí y São Gabriel da Cachoeira, en el estado brasileño de Amazonas.

## Economía
Su economía articula la agricultura, pesca, caza y la recolección de productos silvestres. Las chagras (iarokiti) tienen 100 a 200 m² abiertos mediante tumba y quema. Allí se siembra yuca (kiinaki), de la que conocen 50 variedades, y además maíz, chontaduro, batata, chonque, ñame, ají, banano, piña, lulo, papaya, caña de azúcar, achiote y herriwai (para obtener fibra).
La pesca es una fuente importante de proteínas en verano y se realiza en los ríos (onimakapeki), caños (oripau) y lagunas (kalita). Cazan venados, dantas, pecarís, capibaras, agutís, babillas y varias aves y además, capturan armadillos y tortugas y recolectan camarones y ranas.
La artesanía es una actividad que genera ingresos en el mercado. Fabrican canastos de "bijao", budares y rayos para la venta. También recolectan en el bosque fibra de "chiquichiqui" (Leopoldinia piassaba), para fabricar escobas y venderla a comerciantes intermediarios.

## Organización social
Aunque al adoptar el cristianismo la mayoría han abandonado sus creencias y prácticas rituales tradicionales, han mantenido intacta su organización en seis fratrias, cada una integrada por clanes y segmentos patrilineales exógamos. Conservan sus reglas matrimoniales y de parentesco, así como han mantenido sus conocimientos sobre la selva, los ríos y los astros, así como la memoria de relatos tradicionales.
La organización de la mayoría de las comunidades sigue un patrón introducido por los misioneros evangélicos, en detrimento de la estructura indígena original. En este modelo, el pastor suele ser considerado el "capitán", ejerciendo una autoridad autónoma dentro de la comunidad.
Las viviendas unifamiliares se disponen alrededor de una plaza rectangular, en cuyo centro se encuentra un salón comunal destinado a asambleas, reuniones y, ocasionalmente, a funciones religiosas en una capilla. Aunque cada familia puede comer en su propio hogar, el "capitán" organiza con frecuencia comidas comunales en las que todos los miembros de la comunidad colaboran y participan.
Cada clan posee un territorio propio, en el cual se establecen diferentes comunidades, cuyos integrantes buscan esposa en otros clanes o entre los vecinos Cubeo, Puinave o Piapoko.

## Lengua
Su idioma pertenece a la familia arawak y está estrechamente relacionado con el de los warekena y el de los baniva.